# Рутвен, Мэри
Мэри Рутвен; Мэри, леди ван Дейк (Mary Ruthven; Mary, Lady van Dyck, née Ruthven; 1616, Лондон (или ок. 1622) — 1645) — жена художника Антониса ван Дейка.

## Биография
Мэри Рутвен происходила из аристократической, хотя и бедной, семьи шотландских католиков — рода Рутвен, была внучкой графа Гоури, участника знаменитого заговора.
Служила фрейлиной королевы Генриетты Марии.
Брак Ван Дейка с ней 27 февраля 1640 года в частной католической часовне королевы Генриетты Марии в Сомерсет-Хаусе, с небольшим приданым, данным королем (а не её отцом), ознаменовал его социальный подъём. Указывают, что король и королева покровительствовали этому браку, надеясь, что это поможет удержать их любимого живописца в Англии. В 1785 году Джозеф Галстон (женатый на одной из Рутвенов) пишет, что видел двойной автопортрет ван Дейка вместе с его тестем Патриком Рутвеном, но эта информация может быть ошибочна, а причины создания подобной картины, если они были, не ясны.
Увы, художник умер менее чем через два года после свадьбы — 9 декабря 1641, всего через восемь дней после рождения их дочери Юстины (1 декабря 1641 — около 1690, до 6 июля 1690).
Несмотря на его роскошный образ жизни, ван Дейк оставил наследство на 20 тыс. фунтов стерлингов. Его завещание датируется 4 декабря.
Овдовев, леди Ван Дейк вышла замуж за сэра Ричарда Прайса (Sir Richard Pryse, 1st Baronet of Gogarthen), но через четыре года тоже скончалась.

### Юстина
Их дочь Юстина (или Justiana, Justiniana, Justina Maria Anna), став круглой сиротой, поступила под юридическую опеку тетки Сусанны ван Дейк, которая пыталась забрать её в Антверпен, однако девочка осталась с отчимом. Она была дважды замужем (1-й муж: John Stepney, 4th Baronet; 2-й муж — французский гугенот Martin de Carbonell) и стала матерью минимум четырёх детей, из них старший мальчик Томас (Sir Thomas Stepney, 5th Baronet) унаследовал баронетство, старшая дочь была крещена «Анна Юстина», две младшие дочери Присцилла и Мэри стал монахинями в Нидерландах.
Юстина не была единственным ребёнком художника — ранее, в Антверпене, около 1622 года, у него родилась внебрачная дочь Мария Тереза от неизвестной женщины, которая вышла замуж за Габриэля Эссерса (Gabriel Essers) в 1641 году, стала матерью семерых детей и умерла в 1697 году.
Во время Гражданской войны девочка оказалась в поместье отчима в Кардиганшире. В марте 1645 года Патрик Рутвен подал прошение в Палату лордов от имени своей внучки Юстины, лишенной отца и матери, утверждая, что дом ван Дейка в Лондоне оказался разграблен человеком по имени Ричард Эндрюс, который вывозил его картины и продавал их, чтобы отчим девочки мог рассчитаться со своими долгами. Это было остановлено, но в 1647 году Патрик Рутвен опять подает прошение, гласящее, что прежний приказ был нарушен. Юстина вышла замуж в 13 лет, к этому времени от её сказочного состояния осталось крайне мало.
В 1660 году Юстина с супругом приезжали к тетке в Антверпен и прошли обряд католического венчания. Юстина занималась живописью — подарила Сусанне свою картину. В 1665 году она приезжает в Антверпен, чтобы после кончины Сусанны разделить её наследство вместе с сестрой Марией Терезой (Антонис оставил сестре 4 тыс. фунтов).
После реставрации и восшествии Карла II, в 1661 году, Юстина обратилась к королю за помощью — наследство её отца оказалось растрачено отчимом, кроме того, его покойный отец остался должным художнику некоторые гонорары. Король платил ей некоторую пенсию, но нерегулярно — назначено было пожизненно 200 фунтов в год. В 1666 году тесть Юстины сэр Томас Степни и её муж Джон Степни начали длительный судебный процесс против второго мужа Мэри — сэра Ричарда Прайса, за присвоение наследства Юстины. Также тесть подал от её имени иск к сэру Кенелму Дигби, который не заплатил ван Дейку 880 фунтов за картины.
Линия её потомков, баронетов Степни, не прерывалась до XIX века.

## Портреты Мэри
- Ок. 1640 (Прадо)[18] — единственный достоверный портрет Мэри.

Отведенные атрибуции:
- Её изображением считался портрет виолончелистки из Старой Пинакотеки, существуют гравюры с такой подписью. Ныне считается, что это портрет Маргарет Лэмон[19] (которая была любовницей художника[20]).
- Другим её портретом считалось изображение дамы с девочкой из Старой Пинакотеки, ныне его считают портретом жены Андреаса Колинеса де Ноле (Andreas Colynes de Nole)[21] или Анны ван Телен, жены художника Теодора Ромботса.
- Также в 1887 году упоминается её портрет в образе Герминии с Купидоном[22], что тоже ошибочно — по другим указаниям, это тоже Маргарет Лэмон[23].
- Ещё одна гравюра, существующая с подписью «Мэри Рутвен», возможно, изображает принцессу Марию[7].